# Robert W. Woodruff
Robert Winship Woodruff, född 6 december 1889 i Columbus i Georgia, död 7 mars 1985 i Atlanta i Georgia, var president för The Coca-Cola Company från 1923 till 1954.